# Mafalda del Portogallo
Mafalda Sanchez, Matilda in latino (Coimbra, 1195 – Amarante, 1º maggio 1256), fu regina consorte di Castiglia dal 1215 al 1216, anno in cui il matrimonio con Enrico I di Castiglia fu annullato. È stata proclamata beata dalla Chiesa cattolica.

## Origine
Secondo il Nobiliario del Conde de Barcelos Don Pedro, Hijo del Rey Don Dionisio, Mafalda era la penultima figlia femmina del re del Portogallo Sancho I e di Dolce di Barcellona(1160-1198), che secondo la Corónicas" Navarras, era figlia del conte di Barcellona Raimondo Berengario IV e della regina di Aragona Petronilla.

Secondo il Roderici Toletani Archiepiscopi De Rebus Hispaniæ Sancho era figlio del re del Portogallo Alfonso I e della principessa Mafalda di Savoia (1125-1158), figlia del settimo Conte di Savoia e Conte d'Aosta e di Moriana, quegli che sarebbe stato il primo ad assumere ufficialmente il titolo di Conte di Savoia, Amedeo III, e di Adelaide, di cui non si conoscono gli ascendenti.

## Biografia
A pochi anni di età, Mafalda che era stata battezzata col nome della nonna, Mafalda di Savoia, rimase orfana della madre, Dolce, morta nel 1198.
Nel 1209, suo padre, Sancho I, redasse un testamento in cui dichiarò suo successore il figlio, Alfonso e stabilì lasciti per tutti gli altri figli, legittimi ed illegittimi, tra cui Mafalda (Reginæ Donna Maphalda).
Alla morte del padre, nel 1211, Mafalda ricevette in eredità il castello di Seia, distretto di Guarda, unitamente alla città, con le relative rendite. Ma il nuovo re, Alfonso II, rifiutava di consegnargliela, così come rifiutava di consegnare terre e città anche alle altre due sorelle, Sancha e Teresa. Alfonso temeva che, una volta riconosciuto il diritto di proprietà alle sorelle, eventuali eredi avrebbero poi potuto succedere loro e spezzare l'unità del regno.

Da questo fatto nacque una disputa tra il re e le tre sorelle, che avevano l'appoggio di buona parte della nobiltà; la disputa portò ad un conflitto che vide vincitore il re sui nobili ribelli.
La crisi fu risolta, alla morte di Alfonso, nel 1223, dal suo successore, Sancho II, che consentì alle zie di ricevere le rendite, pur mantenendo il controllo di castelli e città.
Nel frattempo, nel 1215, all'età di circa venti anni, il fratello, il re Alfonso II la sposò al più giovane, re di Castiglia, Enrico I, di circa undici anni, che, secondo la cronaca di Alberico delle Tre Fontane, era figlio del re di Castiglia, Alfonso VIII e di Eleonora Plantageneta, che, come riportae la Historiae Anglicanae Scriptores X, era la sesta figlia legittima (seconda femmina) del re d'Inghilterra, duca di Normandia e conte d'Angiò, Enrico II, e della moglie, duchessa d'Aquitania e Guascogna e contessa di Poitiers, Eleonora d'Aquitania.

Il matrimonio fu celebrato a Burgos, alla fine di agosto, ma, tenuto conto della giovane età del marito il matrimonio forse non fu consumato e l'anno dopo (1216), il matrimonio fu annullato, per consanguineità, da Papa Innocenzo III.

Dato che i coniugi non volevano separarsi furono minacciati di scomunica; allora Mafalda si sottomise e ricevette l'assoluzione nel settembre 1216.
Dopo la separazione dal marito, Mafalda divenne signora di Arouca, dove fondò l'abbazia di Arouca, e dopo essere rimasta vedova, come le due sorelle maggiori, Sancha e Teresa si fece monaca cisterciense. 
Mafalda morì il 1º maggio del 1256 nel monastero di Rio Tinto ad Amarante, nel distretto di Porto, dove fu inumata. Più tardi il suo corpo fu riesumato, per essere traslato nell'abbazia di Arouca, dove voleva essere tumulata come da suo testamento. 

Il corpo fu riesumato nel 1517 e fu trovato intatto e la cosa generò un forte movimento di devozione per la principessa portoghese.

## Culto
Il 27 giugno 1793 Mafalda fu beatificata da papa Pio VI, riunendola così alle sorelle Teresa e Sancha, beatificate all'inizio dello stesso secolo. 
È festeggiata dalla Chiesa cattolica il 1º maggio.

## Galleria d'immagini

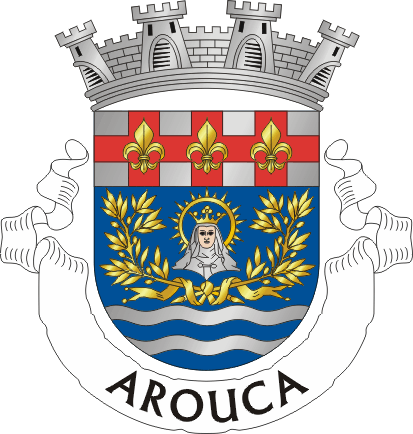
L'immagine della Regina Santa Mafalda, il cui corpo incorrotto si conserva nell'abbazia di Arouca, figura nello stemma della città portoghese.
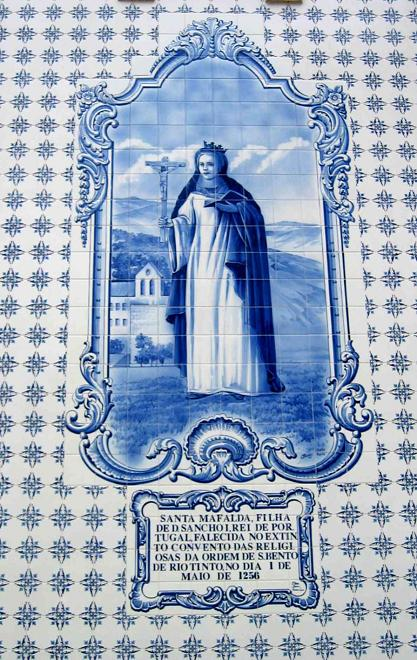
Azulejo che rappresenta la beata Mafalda nel monastero di Rio Tinto ad Amarante
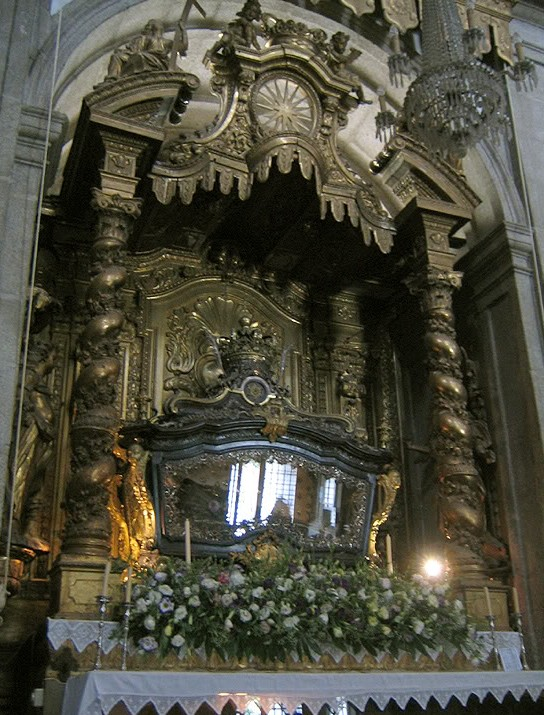
Altare e sepolcro della beata, all'abbazia di Arouca
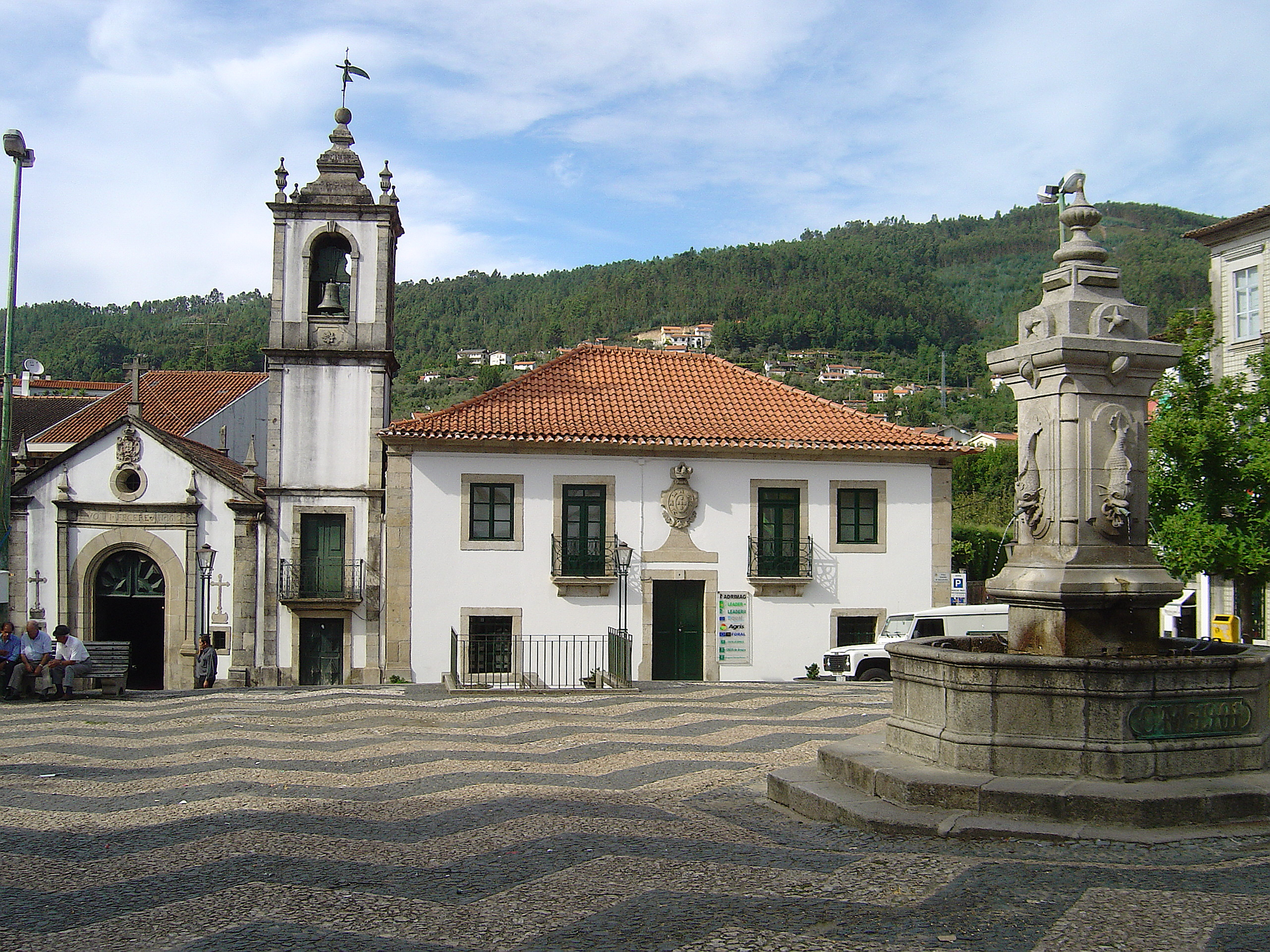
Arouca
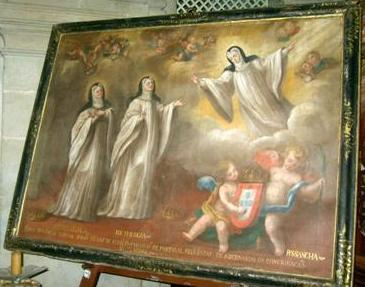
Quadro anonimo del XVIII secolo con le tre sorelle beate Sancha (in cielo), Teresa (al centro) e Mafalda (Monastero di Lorvão)

## Ascendenza
|                                      |                                       |                                      | Genitori                 |  |  | Nonni |  |  | Bisnonni              |  |  | Trisnonni             |  |
|                                      |                                       |                                      |                          |  |  |       |  |  | Enrico del Portogallo |  |  | Roberto I di Borgogna |  |
|                                      |                                       |                                      |                          |  |  |       |  |  | Enrico del Portogallo |  |  | Roberto I di Borgogna |  |
|                                      |                                       | Sibilla di Barcellona                |                          |  |  |       |  |  | Enrico del Portogallo |  |  |                       |  |
| Alfonso I del Portogallo             |                                       |                                      |                          |  |  |       |  |  | Enrico del Portogallo |  |  |                       |  |
|                                      |                                       | Teresa di León                       | Alfonso VI di León       |  |  |       |  |  |                       |  |  |                       |  |
|                                      |                                       | Teresa di León                       | Alfonso VI di León       |  |  |       |  |  |                       |  |  |                       |  |
|                                      |                                       | Teresa di León                       | Jimena Núñez de Lara     |  |  |       |  |  |                       |  |  |                       |  |
| Sancho I del Portogallo              |                                       | Teresa di León                       |                          |  |  |       |  |  |                       |  |  |                       |  |
|                                      |                                       | Amedeo III di Savoia                 | Umberto II di Savoia     |  |  |       |  |  |                       |  |  |                       |  |
|                                      |                                       | Amedeo III di Savoia                 | Umberto II di Savoia     |  |  |       |  |  |                       |  |  |                       |  |
|                                      |                                       | Amedeo III di Savoia                 | Giselda di Borgogna      |  |  |       |  |  |                       |  |  |                       |  |
| Mafalda di Savoia                    |                                       | Amedeo III di Savoia                 |                          |  |  |       |  |  |                       |  |  |                       |  |
|                                      |                                       | Adelaide                             | …                        |  |  |       |  |  |                       |  |  |                       |  |
|                                      |                                       | Adelaide                             | …                        |  |  |       |  |  |                       |  |  |                       |  |
|                                      |                                       | Adelaide                             | …                        |  |  |       |  |  |                       |  |  |                       |  |
| Mafalda del Portogallo               |                                       | Adelaide                             |                          |  |  |       |  |  |                       |  |  |                       |  |
|                                      | Raimondo Berengario III di Barcellona | Raimondo Berengario II di Barcellona |                          |  |  |       |  |  |                       |  |  |                       |  |
|                                      | Raimondo Berengario III di Barcellona | Raimondo Berengario II di Barcellona |                          |  |  |       |  |  |                       |  |  |                       |  |
|                                      | Raimondo Berengario III di Barcellona | Matilde d'Altavilla                  |                          |  |  |       |  |  |                       |  |  |                       |  |
| Raimondo Berengario IV di Barcellona | Raimondo Berengario III di Barcellona |                                      |                          |  |  |       |  |  |                       |  |  |                       |  |
|                                      |                                       | Dolce I di Provenza                  | Gilberto I di Gévaudan   |  |  |       |  |  |                       |  |  |                       |  |
|                                      |                                       | Dolce I di Provenza                  | Gilberto I di Gévaudan   |  |  |       |  |  |                       |  |  |                       |  |
|                                      |                                       | Dolce I di Provenza                  | Gerberga di Provenza     |  |  |       |  |  |                       |  |  |                       |  |
| Dolce di Barcellona                  |                                       | Dolce I di Provenza                  |                          |  |  |       |  |  |                       |  |  |                       |  |
|                                      |                                       | Ramiro II d'Aragona                  | Sancho Ramírez d'Aragona |  |  |       |  |  |                       |  |  |                       |  |
|                                      |                                       | Ramiro II d'Aragona                  | Sancho Ramírez d'Aragona |  |  |       |  |  |                       |  |  |                       |  |
|                                      |                                       | Ramiro II d'Aragona                  | Felicia di Ramerupt      |  |  |       |  |  |                       |  |  |                       |  |
| Petronilla d'Aragona                 |                                       | Ramiro II d'Aragona                  |                          |  |  |       |  |  |                       |  |  |                       |  |
|                                      |                                       | Agnese d'Aquitania                   | Guglielmo IX d'Aquitania |  |  |       |  |  |                       |  |  |                       |  |
|                                      |                                       | Agnese d'Aquitania                   | Guglielmo IX d'Aquitania |  |  |       |  |  |                       |  |  |                       |  |
|                                      |                                       | Agnese d'Aquitania                   | Filippa di Tolosa        |  |  |       |  |  |                       |  |  |                       |  |
|                                      |                                       | Agnese d'Aquitania                   |                          |  |  |       |  |  |                       |  |  |                       |  |

### Fonti primarie
- (LA)  Monumenta Germaniae Historica, Scriptores, tomus XXIII.
- (LA)  Provas da Historia Genealogica da Casa Real Portugueza (Lisbon), Tomo I.
- (LA)  Recueil des historiens des Gaules et de la France. Tome 12
- (ES)  Corónicas" Navarras.
- (LA) #ES Historiae Anglicanae Scriptores X

### Letteratura storiografica
- (EN)  The early history of the house of Savoy (1000-1233)
- (ES)  Nobiliario del Conde de Barcelos Don Pedro, Hijo del Rey Don Dionisio.
- Rafael Altamira, La Spagna (1031-1248), in Storia del mondo medievale, vol. V, 1999, pp. 865–896
- Edgar Prestage, Il Portogallo nel medioevo, in «Storia del mondo medievale», vol. VII, 1999, pp. 576–610